# Regalarti l'anima
Regalarti l'anima è il trentunesimo album inciso da Gigi Finizio e pubblicato l'11 dicembre 2009. Come anticipazione del suo nuovo album ha pubblicato l'uscita di due singoli dell'album: la cover di Francesco Calabrese E tu mi manchi e il singolo Regalarti l'anima omonimo dell'album.

## Tracce
1. Voglio dirti che...
2. Non posso
3. Regalarti l'anima
4. La mia stella
5. In te
6. Il cuore in gioco
7. Non durerà
8. Storie da poco
9. Alba riflessa
10. E tu mi manchi